# Encyclopedia of Popular Music
Encyclopedia of Popular Music (рус. Энциклопедия популярной музыки) — энциклопедия популярной музыки, составленная британским писателем и публицистом Колином Ларкиным в 1989 году. По словам автора, это эквивалент Grove Dictionary of Music для «современного человека».

## История создания
По мнению Ларкина рок и поп-музыка, были столь же значимыми, в историческом контексте, как и классическая музыка, поэтому их следовало «должным образом обработать и задокументировать». Итогом стало решение о создании музыкальной энциклопедии. В 1989 Ларкин обратился с этой идеей к издательству Scorpion Books, где получил финансирование в обмен на половину литературной собственности. Первоначально в его команду входило около 70 человек, они приступили к поиску и обработке данных ещё в «до интернетовский» период, «положившись на информацию из музыкальных журналов, отдельных публикаций экспертов и других источников, требующие беготни». Для издания энциклопедии он основал компанию Square One Books, на собственные средства. Из-за постоянной нехватки денег, Ларкин находился на грани банкротства. Первое издание состоящее из 4-х томов было выпущено в 1992 году.
Впоследствии было выпущено ещё три дополненных издания энциклопедии и десятки отдельных, жанровых книг. Также выходили сокращенное издание основной энциклопедии в пяти томах, и четыре книги посвященные джазу.
В 1995 году компания Microsoft выпустила энциклопедию электронном виде, под названием Microsoft Music Central. Её тираж составил более 497,000 копий.

## Статус
The Encyclopedia of Popular Music охватывает популярную музыку с начала 1900-х годов до наших дней, включая жанры: фолк, блюз, R&B, джаз, рок, хэви-метал, регги, электронную музыку и хип-хоп.
«Каждая биография содержит подробный краткий обзор исполнителя и его творчества. Четвертое издание включает около 10000 страниц материала на 10 томах — более 8 миллионов слов и 27000 статей. Природа популярной музыки и джаза такова, что она постоянно меняется, развивается и растет, и, следовательно, нуждается в обновлении гораздо чаще, чем более статичные жанры».
Издательства Guinness Publishing, Virgin Publishing и Omnibus Press в разные годы выкупали у Ларкина права на выпуск альманахов All Time Top 1000 Albums посвященных отдельным музыкальным жанрам. В нынешний момент готовится пятое издание оригинальной энциклопедии.
Общий тираж The Encyclopedia of Popular Music (включая переиздания) составляет более 650,000 экземпляров.
В мае 2011 года издательство Omnibus Press выпустило энциклопедию для ридера Amazon Kindle. Эта версия содержала обновленные данные.

## Издания
- Guinness Encyclopedia Of Popular Music (1st Edition, 4 Vols), Guinness Publishing 1992, ed. Larkin Colin.
- Guinness Encyclopedia Of Popular Music (2nd Edition, 6 Vols), Guinness Publishing 1995 (UK), ed. Larkin, Colin.
- The Encyclopedia Of Popular Music (3rd Edition, 8 vols), Macmillan (UK/USA) 1999, ed. Larkin, Colin.
- The Encyclopedia Of Popular Music (4th Edition 10 vols), Oxford University Press (UK/USA) 2006, ed. Larkin, Colin.

### Другие издания
- Guinness Encyclopedia Of Popular Music Concise Edition, Guinness Publishing 1993, ed. Larkin, Colin.
- The Virgin Encyclopedia Of Popular Music, Concise Edition, Virgin Books (UK), 1997, ed. Larkin, Colin.
- The Virgin Encyclopedia Of Popular Music, Concise (3rd Edition), Virgin Books (UK), 1999, ed. Larkin, Colin.
- The Virgin Encyclopedia Of Popular Music, Concise (4th Edition), Virgin Books (UK), 2002, ed. Larkin, Colin.
- The Encyclopedia of Popular Music: Concise (5th Edition), Omnibus Press 2007, ed. Larkin, Colin